# María Antonia Iglesias
María Antonia Iglesias (Ourense, 15 gennaio 1945 – Vigo, 29 luglio 2014) è stata una giornalista spagnola.

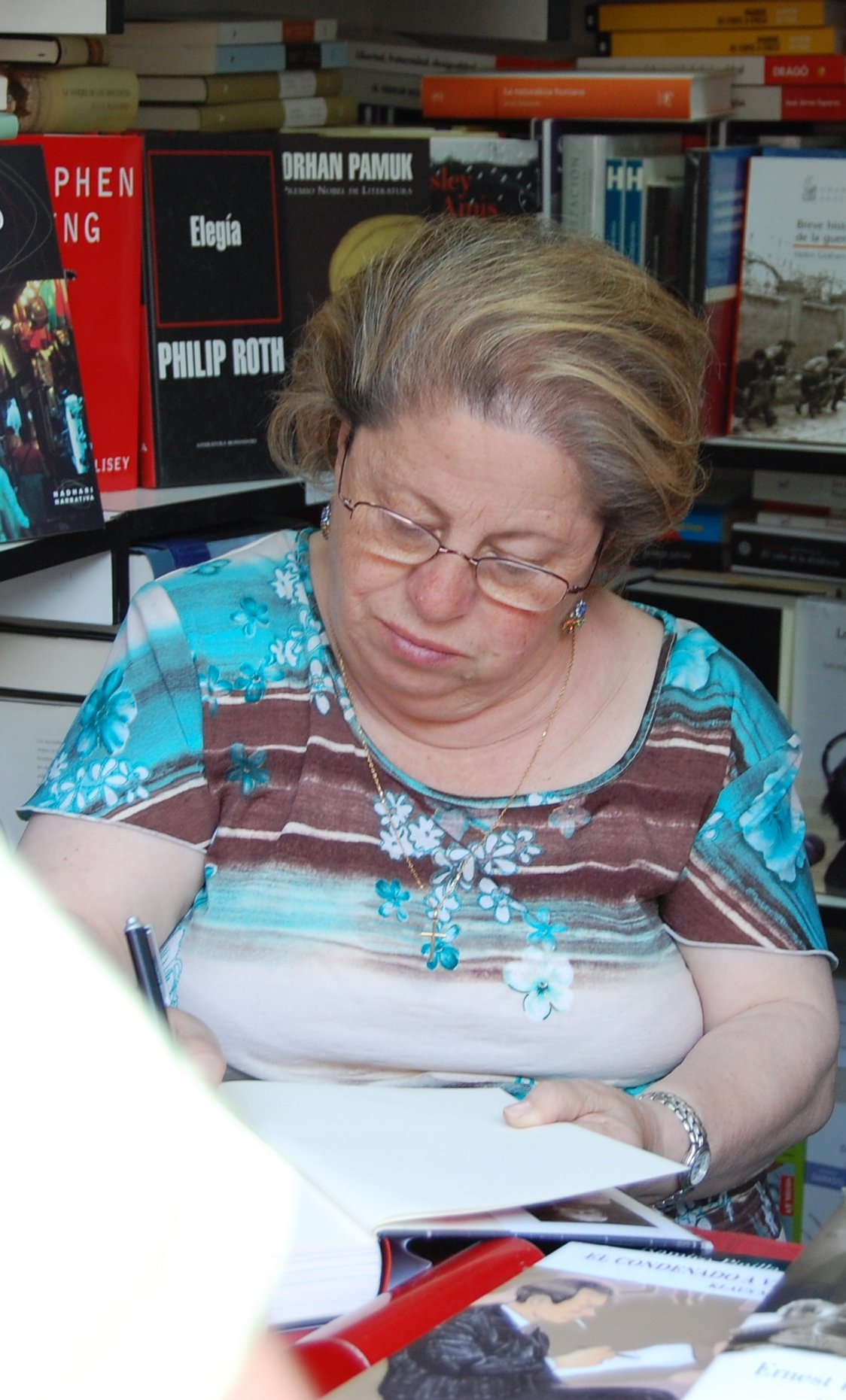
María Antonia Iglesias, 2007

Suo padre è il famoso pianista e musicologo Antonio Iglesias Álvarez. Ha lavorato in pubblicazioni come Informaciones, Triunfo,Tiempo, Interviú e El País'.

## Radio
- Hoy por hoy, (Cadena SER)
- La Brújula (2002, Onda Cero)
- Protagonistas (2004-2006, Punto Radio)

## TV
- Informe Semanal, 1984, RTVE
- Día a día (1996-2004, Telecinco)
- Cada día (2004-2005-2006, Telecinco)
- Lo que inTeresa (2006, Antena 3)
- Las Mañanas de Cuatro (2006-2009, Cuatro)
- Madrid opina (2006-2008, Telemadrid)
- La mirada crítica (2008, Telecinco)
- La noria (2008-2011, Telecinco)